# 16715 Треттенеро
16715 Треттенеро (16715 Trettenero) — астероїд головного поясу, відкритий 20 жовтня 1995 року.
Тіссеранів параметр щодо Юпітера — 3,158.